# MMAA
MMAA (англ. Methylmalonic aciduria (cobalamin deficiency) cblA type) – білок, який кодується однойменним геном, розташованим у людей на короткому плечі 4-ї хромосоми.  Довжина поліпептидного ланцюга білка становить 418 амінокислот, а молекулярна маса — 46 538.
| 10         |  | 20         |  | 30         |  | 40         |  | 50         |
| ---------- |  | ---------- |  | ---------- |  | ---------- |  | ---------- |
| MPMLLPHPHQ |  | HFLKGLLRAP |  | FRCYHFIFHS |  | STHLGSGIPC |  | AQPFNSLGLH |
| CTKWMLLSDG |  | LKRKLCVQTT |  | LKDHTEGLSD |  | KEQRFVDKLY |  | TGLIQGQRAC |
| LAEAITLVES |  | THSRKKELAQ |  | VLLQKVLLYH |  | REQEQSNKGK |  | PLAFRVGLSG |
| PPGAGKSTFI |  | EYFGKMLTER |  | GHKLSVLAVD |  | PSSCTSGGSL |  | LGDKTRMTEL |
| SRDMNAYIRP |  | SPTRGTLGGV |  | TRTTNEAILL |  | CEGAGYDIIL |  | IETVGVGQSE |
| FAVADMVDMF |  | VLLLPPAGGD |  | ELQGIKRGII |  | EMADLVAVTK |  | SDGDLIVPAR |
| RIQAEYVSAL |  | KLLRKRSQVW |  | KPKVIRISAR |  | SGEGISEMWD |  | KMKDFQDLML |
| ASGELTAKRR |  | KQQKVWMWNL |  | IQESVLEHFR |  | THPTVREQIP |  | LLEQKVLIGA |
| LSPGLAADFL |  | LKAFKSRD   |  |            |  |            |  |            |

A: Аланін

C: Цистеїн

D: Аспарагінова кислота

E: Глутамінова кислота

F: Фенілаланін

G: Гліцин

H: Гістидин

I: Ізолейцин

K: Лізин

L: Лейцин

M: Метіонін

N: Аспарагін

P: Пролін

Q: Глутамін

R: Аргінін

S: Серин

T: Треонін

V: Валін

W: Триптофан

Кодований геном білок за функціями належить до шаперонів, гідролаз. 
Задіяний у такому біологічному процесі як поліморфізм. 
Білок має сайт для зв'язування з нуклеотидами, ГТФ. 
Локалізований у мітохондрії.